# Дуплинки
Дуплинки (укр. Дублинки) — село на Украине, основано в 1350 году, находится в Новоград-Волынском районе Житомирской области.
Население по переписи 2001 года составляет 323 человека. Почтовый индекс — 11735. Телефонный код — 4141. Занимает площадь 1,342 км².
До 2010 года называлось Дублинки. Переименовано решением Житомирского областного совета от 18 марта 2010 года № 1062 «О внесении изменений в административно-территориальное устройство Житомирской области».

## Адрес местного совета
11733, Житомирская область, Новоград-Волынский р-н, с. Пищов